# Mougon (Indre-et-Loire)
Pour les articles homonymes, voir Mougon.
Mougon est une ancienne commune française d'Indre-et-Loire, annexée en 1833 par Crouzilles.

## Histoire
Mougon est, dans l'Antiquité, une importante agglomération secondaire. Elle comporte des habitations ; son plan orthogonal de voirie est partiellement restitué. Elle est surtout le siège d'une importante activité de poterie et les productions de ses ateliers, vases ou amphores, sont commercialisées dans un large rayon.

## Démographie
| 1793 | 1800 | 1806 | 1821 | 1831 | 1833 |
| ---- | ---- | ---- | ---- | ---- | ---- |
| 122  | 102  | 109  | 116  | 144  | -    |